# Kruge (Zagreb)
Kruge su zagrebačko gradsko naselje (kvart) i istoimena ulica koji se nalaze u sastavu Gradske četvrti Trnje. Graniči na istoku sa Sigečicom (Avenija Marina Držića), na zapadu s Miramarama (Ulica Hrvatske bratske zajednice, na sjeveru s Ulicom grada Vukovara, te na jugu sa Starim Trnjem i Savicom (Slavonska avenija). Naselje obuhvaća Mjesni odbor Trnje na zapadu i Mjesni odbor Marin Držić na istoku.
Naselje karakteriziraju stambene zgrade sagrađene po socijalističkom modelu funkcionalnog naselja, odnosno naselja koje ima sve sadržaje potrebne za svakodnevni život stanovnika. U kvartu se nalaze osnovne škole Grigora Viteza i Marina Držića, VIII. policijska postaja, Športsko rekreacijski centar Trnje, dvije srednje škole, Industrijska strojarska škola i Strojarska tehnička škola Fausta Vrančića.